# Мордехај Шпиглер
Мордехај Шпиглер (енгл. Mordechai Spiegler; 19. август 1944) бивши је израелски фудбалер. 
Шпиглер је рођен у Сочију, тада Совјетски Савез. Кад је био дете, његова породица се преселила у Израел, тачније у Нетању. Играо је на позицији нападача. У каријери је наступао за Макаби Нетању, а у Француској је играо за Париз Сен Жермен. Заједно са Пелеом је играо током 1970-их за Њујорк космос у америчкој лиги.
За израелског играча године изабран је рекордних четири пута, 1968, 1969, 1970 и 1971. године.
Дебитовао је 2. јануара 1964. за репрезентацију Израела против Хонг Конга. Учествовао је у победи Израела на Азијском купу 1964. године и постигао 2 гола на турниру, а био је најбољи стрелац турнира.
Велико достигнуће у каријери било је кад се Израел квалификовао на Светско првенство у Мексику 1970. године. Постигао је једини гол за Израел у историји на Светским првенствима, реми 1:1 против Шведске. Са укупно 33 постигнута гола, држи рекорд репрезентације Израела.